# Catalpeae
A Catalpeae az ajakosvirágúak (Lamiales) rendjében a szivarfafélék (Bignoniaceae) családjának névadó nemzetségcsoportja mindössze 3 (4) nemzetséggel. Fajaikat egyes rendszerezők a Tecomeae nemzetségcsoportba sorolják.

## Felhasználásuk
Több fajukat, mint például:
- Catalpa × erubescens,
- Catalpa bignonioides

látványos virágzatáért és terméséért dísznövénynek ültetik.